# Otto Mörtzsch

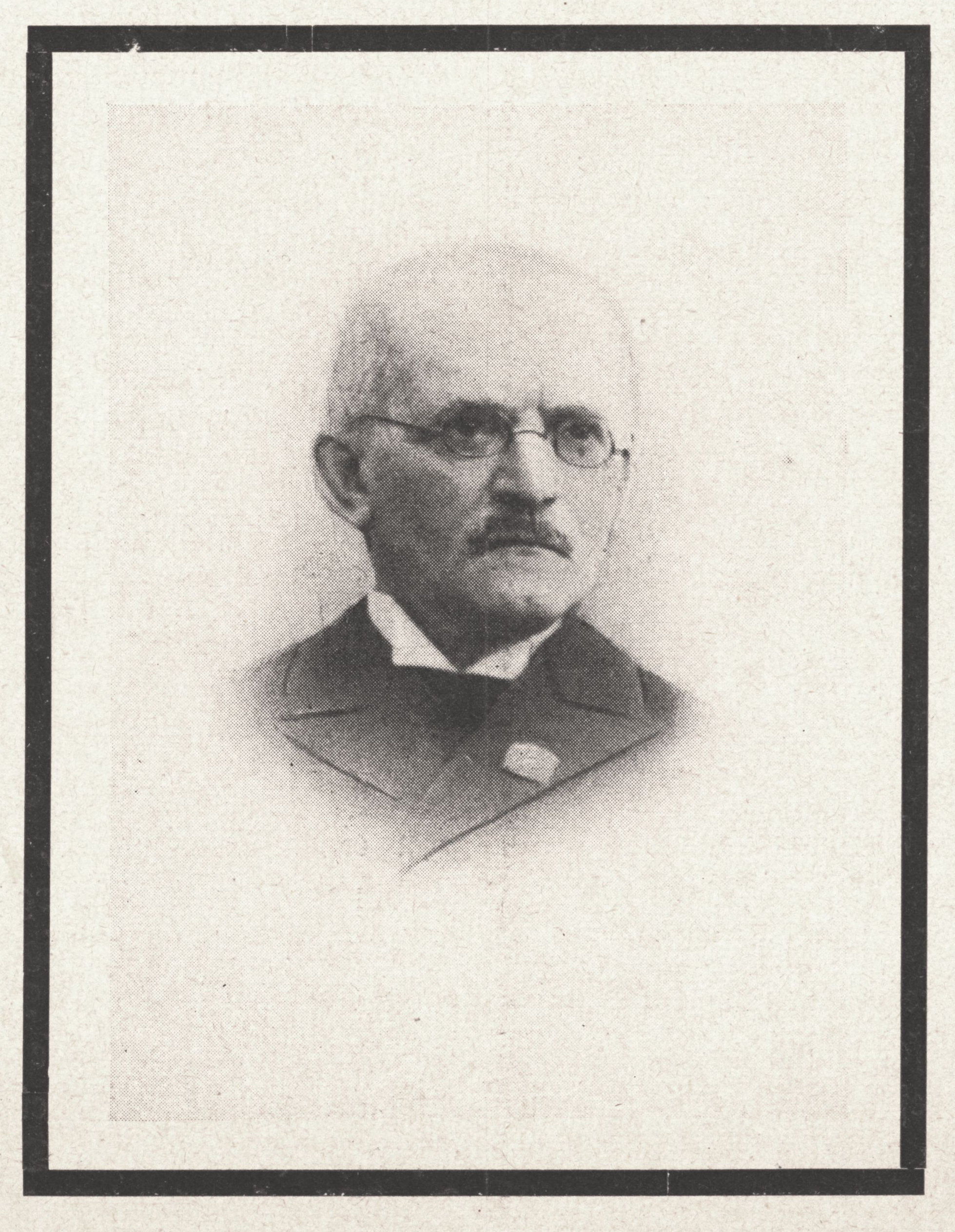
Otto Karl Mörtzsch

Otto Karl Mörtzsch (* 1. Oktober 1868 in Dresden; † 29. September 1934 ebenda) war ein deutscher Lehrer, Heimat- und Höhlenforscher.

## Leben
Mörtzsch stammte aus der sächsischen Residenzstadt Dresden und war der Sohn des Hoftrompeters Friedrich August Mörtzsch. Nach erfolgter Lehrerausbildung, die er in den Jahren von 1882 bis 1888 am Königlichen Schullehrer-Seminar in Dresden-Friedrichstadt absolvierte, wurde er zunächst Hilfslehrer in Radeberg. 1891 erhielt er dann eine Stelle als Lehrer am Friedrichstädter Seminar in Dresden, wo er zuletzt als Oberlehrer und Schulleiter wirkte.
In seiner Freizeit betrieb er umfangreiche Studien zur Geschichte von Dresden und Umgebung, wozu er u. a. die reichhaltige schriftliche Überlieferung im Hauptstaatsarchiv Dresden nutzte. Darüber legte er mehrere Monographien und Aufsätze vor. Ferner war er als Höhlenforscher tätig und 1920 Mitbegründer des „Vereins für Höhlenkunde in Sachsen“.
Mörtzsch war Mitglied im Gebirgsverein für die Sächsische Schweiz und hat zusammen mit Theodor Arldt, Friedrich Bernhard Störzner und anderen Historikern als Mitautor an dem als Festgabe zum 50. Jubiläum des Gebirgsvereins 1927 im Auftrag des Gesamtvorstandes von Alfred Meiche herausgegebenen Mühlenbuch – Von Mühlen und Müllern im Arbeitsgebiet des Gebirgsvereins für die Sächsische Schweiz (Dresden, Verlag A. Urban 1927) maßgeblich mitgearbeitet.
Zu seinen bedeutendsten Veröffentlichungen zählt die unmittelbar nach seinem Tod erschienene Historisch-Topographische Beschreibung der Amtshauptmannschaft Großenhain.

## Schriften
- Historisch-Topographische Beschreibung der Amtshauptmannschaft Großenhain, Dresden, Verlag Landesverein Sächsischer Heimatschutz, 1935.
- Vom Burgward Briesnitz bis zum Burgberg Niederwartha (= Geschichtliche Wanderfahrten, Nr. 4), Dresden, C. Heinrich, 1930.
- Eine Elbwanderung (= Geschichtliche Wanderfahrten, Nr. 5), Dresden C. Heinrich, 1930.
- Zur Geschichte der Elbschiffahrt, Dresden, C. Heinrich, 1923.
- Der Dresdner Hoftrompeter, Dresden, Henkler, 1921.
- Kleine Chronik von Radeberg. Zum 500jährigen Jubiläum der Stadt. Radeberg, 1912.

## Ehrungen
In der Böhmischen Schweiz wurde nach ihm die Otto-Mörtzsch-Höhle (tschechisch Jeskyně Otto Mörtzsch) bei Herrnskretschen (tschechisch Hřensko) benannt.